# Бедношей, Даниил Пантелеймонович
Даниил Пантелеймонович Бедношей (24 декабря 1924 — 13 сентября 1989) — советский украинский художник-пейзажист, член НСХУ с 1960 года, заслуженный художник УССР, лауреат премии им. Островского (1990, посмертно).

## Биография
Родился 24 декабря 1924 года в селе Великие Дмитровичи. Его отец работал в колхозе, затем переехал в Киев и продолжил работу на одном из заводов. Даниил приходил к отцу на работу, там увлёкся изобразительным искусством и рисовать начал с наглядной агитации. В школе учился у Георгия Киянченко, учёбу прервала война.
Прошёл всю Великую Отечественную войну, воевал в танковых войсках, был механиком-водителем Т-34, горел в танке, дважды ранен. Награждён орденами и медалями.
Экстерном после демобилизации сдал экзамены за десятый класс и поступил в институт. С 1947 по 1953 год учился в Киевском художественном институте — у В. Костецкого, И. Штильмана и Г. Мелихова.
Первая выставка состоялась в 1951 году в Кадиевке и была посвящена шахтёрам, Бедношей представил свою работу «Выдача стали на заводе имени Кирова». В республиканских и всесоюзных выставках участвовал с 1953 года.
Бедношей писал картины на разные темы, значительная часть посвящена Великой Отечественной войне, а также Тарасу Шевченко (местам, которые посещал поэт).
Произведения живописца хранятся в Национальном музее Т. Г. Шевченко, районном краеведческом музее Обухова, Музее украинской культуры в Свиднике, Мемориальном музее Т. Шевченко в Форт-Шевченко на Мангышлаке (Казахстан).
Поддерживал школу родного села, привёз и высадил у неё ивы, привезённые с Мангышлака.
Умер Даниил Бедношей 13 сентября 1989 года.

## Работы
- «Хрещатик відбудовується», 1952,
- «Останній сніг», 1957,
- «Берези осінню», 1957,
- «Весна», 1960,
- «Стара Кирилівка», 1961,
- «Шумлять верби», 1962,
- «Ранок в Моринцях», 1963,
- «Золоті ворота», 1963,
- «Ленін на полюванні», 1965,
- «Над Дніпром», 1966,
- «Осінь» — 1970,
- «Софія Київська», 1975,
- «Києво-Печерська Лавра», 1977,
- «Нескорений дот», 1977,
- «Пасхальний натюрморт», 1979,
- «В саду», 1979,
- «Весна на Дніпрі», 1980,
- «Оголена», 1980,
- «Півонії», 1981,
- «Лавра восени», 1982,
- «Західний кордон», 1983,
- «Човни на Дніпрі», 1983,
- «Взимку», 1985,
- «Пейзаж з церквою», 1987.